# Municipio de Santo Domingo Ixcatlán
El municipio de Santo Domingo Ixcatlán es uno de los 570 municipios del estado mexicano de Oaxaca. Su cabecera es la localidad de Santo Domingo Ixcatlán.

## Geografía
El municipio de Santo Domingo Ixcatlán colinda al norte con el municipio de Chalcatongo de Hidalgo, al este con el municipio de Santa Cruz Tacahua y al sur y oeste con el municipio de Santiago Yosondúa.

## Localidades
El municipio de Santo Domingo Ixcatlán cuenta con nueve localidades.
| Localidad              | Población (2020) |
| ---------------------- | ---------------- |
| Santo Domingo Ixcatlán | 230              |
| Cruz Roja              | 92               |
| Tierra Blanca          | 89               |

## Gobierno
El municipio de Santo Domingo Ixcatlán se rige mediante el sistema de usos y costumbres.
| Presidente municipal            | Localidad |
| ------------------------------- | --------- |
| Eucario Morales Aguilar         | 1996-1998 |
| Aarón García Maldonado          | 1999-2001 |
| Margarito González García       | 2002-2004 |
| Freddy Eucario Morales Arias    | 2005-2007 |
| Omar Morales Arias              | 2008-2010 |
| Alejandro Aparicio Santos       | 2011-2013 |
| Vicente Noriega Betanzos        | 2014-2016 |
| Bertoldo Bernabé García         | 2020-2022 |
| José Guadalupe Santiago Jiménez | 2023-2025 |